# قائمة رؤساء مجلس مستشاري المغرب
يُعدّ رئيسُ مجلس المستشارين في المغرب هو المسؤول الرئيسي عنِ الهيئة ومنذ تأسيسِ مجلس المستشارين في عام 1997؛ أصبح هوَ المجلس الأعلى للبرلمان المغربي.

## القائمة
| الصورة | الاسم               | تولى المنصب    | ترك المنصب     | الحزب السياسي                     |
| ------ | ------------------- | -------------- | -------------- | --------------------------------- |
|        | المفضل الشرقاوي     | 1963           | 1965           | جبهة الدفاع عن المؤسسات الدستورية |
|        | محمد جلال سعيد      | 1997           | 2000           | الاتحاد الدستوري                  |
|        | مصطفى عكاشة         | 2000           | 13 نوفمبر 2008 | التجمع الوطني للمستقلين           |
|        | المعطي بنقدور       | 13 يناير 2009  | 13 أكتوبر 2009 | التجمع الوطني للمستقلين           |
|        | محمد الشيخ بيد الله | 13 أكتوبر 2009 | أكتوبر 2015    | حزب الأصالة والمعاصرة             |
|        | عبد الحكيم بنشماش   | أكتوبر 2015    | حاليًا          | حزب الأصالة والمعاصرة             |